# Янова-Гура
Янова-Гура (пол. Janowa Góra, нім. Johannesberg) — село в Польщі, у гміні Строни-Шльонські Клодзького повіту Нижньосілезького воєводства.
У 1975-1998 роках село належало до Валбжиського воєводства.